# MDT ダビデ
MDT ダビデ軽装甲車は、イギリス製のランドローバー・ディフェンダーをベースにアメリカ合衆国のMDT Armor Corporation社で開発され、イスラエル国防軍で使用されている小型軍用車両である。
ベース車のランドローバー・ディフェンダーが2016年に製造終了した事に伴い、2018年頃から後継としてトヨタ・ハイラックスをベースとした"ダビデ・ハリファ"の導入が進められている。

## 概要
MDTダビデ軽装甲車はイスラエルのArotech社とアメリカのMDT Armor Corporation社によって共同開発された小型の装甲車両で、既存の市販車両あるいは軍用車両をベースとして装甲車体パッケージを装着する事により、導入費用や維持費が比較的低コストでありながら、かつ一定の装甲防御力やベース車両譲りの走行能力も持つという軍用車両である。イスラエル軍ではM151"ケネディ・ジープ"の後継として、1990年頃からジープ・ラングラーYJをベースとしたM240 ストームMk.1を使用していたが、MDTダビデ軽装甲車はストームMk.1の装甲化バージョンの後継車種という位置付けで、2006年頃から調達が始まった。
MDTの開発では、4人乗りの短車体型のベース車両がランドローバー・ディフェンダー110、6人乗りの長車体型のベース車両がトヨタ・ランドクルーザーLC79となっていたが、イスラエル軍に導入されている車両は、少なくとも2015年時点ではランドローバー・ディフェンダーがベースの車両のみであると見られる。
MDTダビデのエンジンは2.2リッター4気筒ターボチャージャー、インタークーラー付きディーゼルエンジンで、変速機は6速マニュアルトランスミッション、フルタイム4輪駆動の走行装置となっている。アプローチアングルは48°、デパーチャーアングルは28°となっており、オフロード能力も高い水準を持つ。
MDTダビデの装甲車体は、MDTのメーカーサイトでは"カプセル"と表現されたモジュール化されたもので、軽火器やIEDによる攻撃をある程度、防ぐ事が可能である。後部のシートアレンジは様々なパターンが可能である。要するに、ピックアップトラック型のベース車体の荷台部分が、装甲化されたボックス状の兵員室になっており、この点は、イスラエル軍で併行して採用されているストームMk.2の基本タイプが、5ドアタイプの乗用車型であることとの相違点ともいえる。
MDTダビデの後部兵員室には、側面上部に窓はあるが側面ドアはなく、兵員室後面に大型の昇降用ドアを装備している（車両としては3ドア構造となる）。この構造により、危険地域であっても、迅速に後部兵員室の武装兵士の昇降を行うことが可能となっている。兵員室天板にはオプションでルーフハッチを取り付け可能で、機関銃マウントなどを装備可能である。また、後部兵員室にはストレッチャーを搬入する事も可能で、MEV（Medical Evacuation Vehicle、医療搬送車両）として使用する事も可能になっている。
排ガス規制への適合の問題により2016年初頭にベース車のディフェンダーが製造終了した事に伴い、新たにトヨタ・ハイラックスをベースにした新型ダビデ・ハリファの導入が2018年頃より開始された。2020年頃に、ハイラックスをベースに開発されたダビデにエンジンブレーキやパーキングブレーキの利きが悪く安全性に問題があるという報告がなされた。これは、民間向けハイラックスを改修し装甲化する際、サスペンションが強化された一方でブレーキシステムは変更されず、想定されたものよりも過大な重量のためブレーキの摩耗速度や保持力に問題があると結論付けられた。国防省はダビデの安全性に問題はないとして調達・運用を継続する意向を表明したが、この後イスラエル軍では、ダビデに類似する目的の軽装甲車両としてパンサーやティグリスが相次いで採用される事となった。

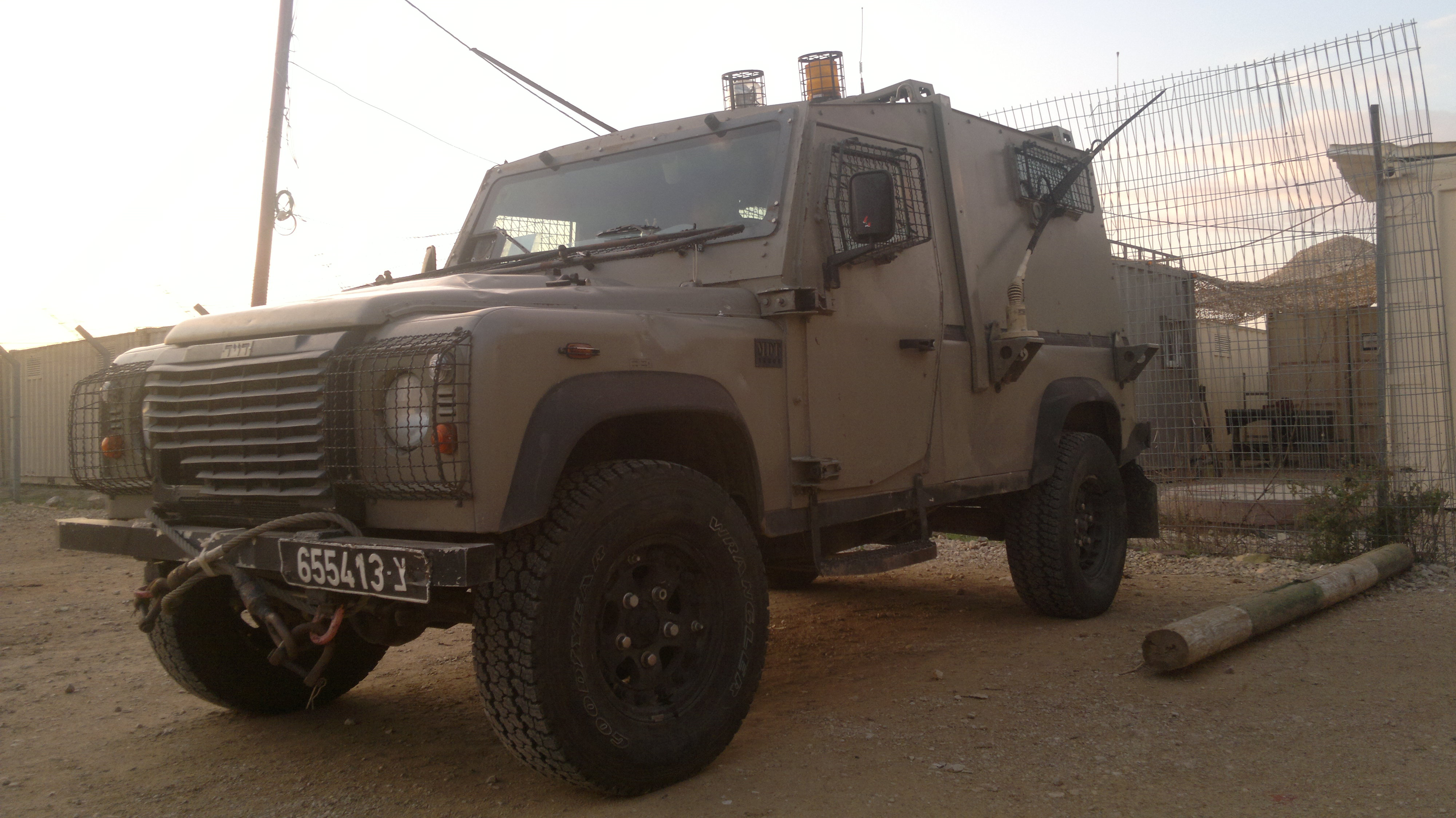
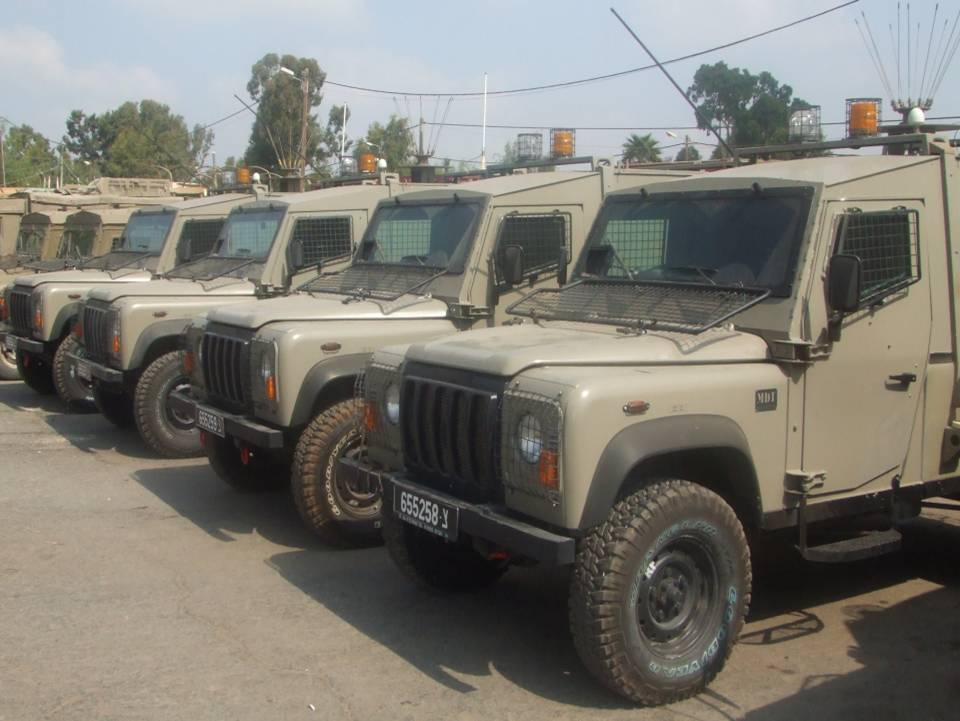
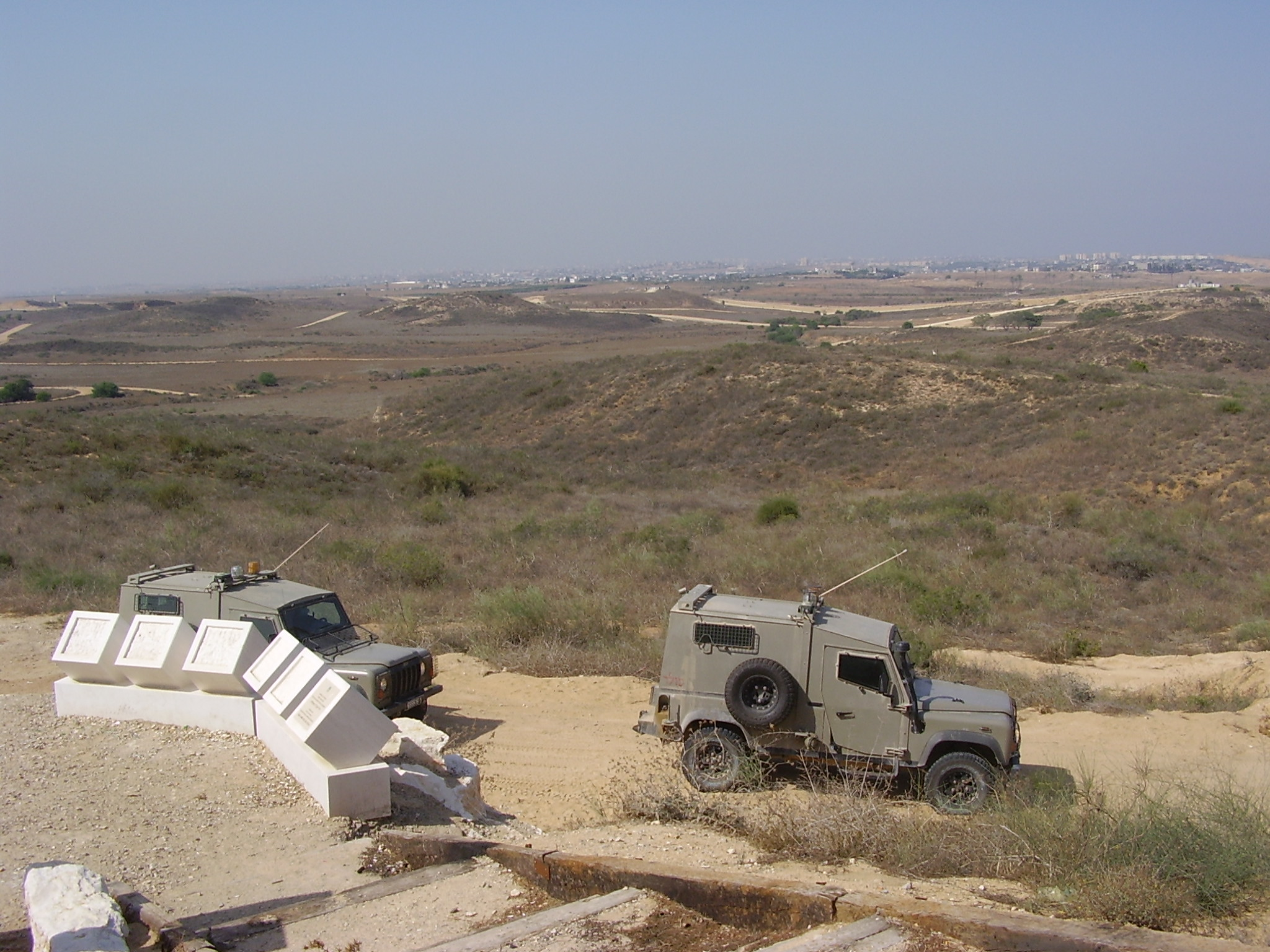
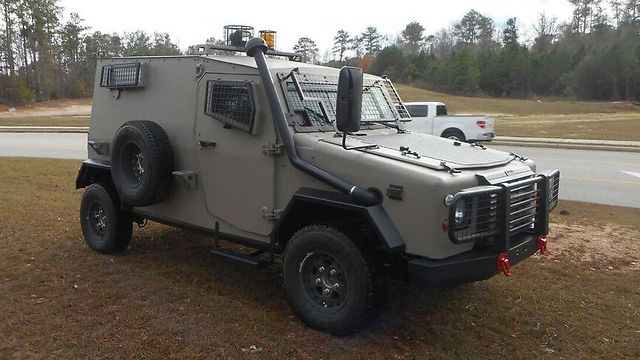
ハイラックスベースのダビデ